# (18087) Yamanaka
(18087) Yamanaka (2000 JA22) – planetoida z grupy pasa głównego asteroid okrążająca Słońce w ciągu 3,82 lat w średniej odległości 2,44 j.a. Odkryta 6 maja 2000 roku.